# ضخامة شقحاء
ضخَّامة شقحاء أو ذراح أحمر شائع أو خنفساء الجندي الأحمر الشائع أو خنفساء مصاصة الدم (الاسم العلمي: Rhagonycha fulva)، حشرة واشعة خاضلة من رتبة غمديات الأجنحة فصيلة الذراحيات. تألف المواقع التي تكثر فيها الأزهار وأخصها الأزهار البرية. خنافسها تعيش على بتلات الأزهار ورحيقها. يرقاتها تعيش على المواد العضوية وعلى ما تفترسه من الحشرات الدنيا. يصل طولها إلى نحو السنتيمتر وتمتاز بلونها الأحمر المصفرّ.